# 白河駅
白河駅（しらかわえき）は、福島県白河市郭内（かくない）にある、東日本旅客鉄道（JR東日本）東北本線の駅である。
事務管コードは▲411027を使用している。

## 歴史
- 1887年（明治20年）7月16日：日本鉄道の駅として開業[6]。同年8月19日にあった皆既日食の観測が国家事業と位置付けられ、これに間に合わせるため、突貫工事で開通させての開業となった[3][7]。
- 1906年（明治39年）11月1日：日本鉄道が鉄道国有法により国有化[6]。
- 1909年（明治42年）10月12日：線路名称の制定により、東北本線の所属となる。
- 1916年（大正5年）10月8日：白棚鉄道が開業[3]。
- 1920年（大正9年）10月10日：白坂駅 - 当駅間の経路変更により、移転。
- 1921年（大正10年）6月10日：現在の駅舎の使用を開始[3][8]。
- 1938年（昭和13年）10月1日：白棚鉄道が国に借り上げられる[9]。
- 1941年（昭和16年）5月1日：白棚鉄道が国有化。鉄道省白棚線となる。
- 1944年（昭和19年）12月11日：白棚線が不要不急線として営業を休止[9]。省営自動車白棚線が開業。
- 1959年（昭和34年）7月1日：黒磯駅 - 当駅間が交流電化される。
- 1968年（昭和43年）10月1日：特急「あいづ」が当駅に停車することになり、それまで急行のみの停車だったものから特急停車駅となる[10]。
- 1985年（昭和60年）3月14日：荷物の取り扱いを廃止[6]。
- 1986年（昭和61年）11月1日：貨物の取り扱いを廃止[6]。
- 1987年（昭和62年）4月1日：国鉄分割民営化により、東日本旅客鉄道の駅となる[6]。
- 1993年（平成5年）12月1日：特急「あいづ」、急行「八甲田」廃止により、当駅に停車する優等列車が消滅する。
- 2002年（平成14年）：東北の駅百選に選定される。
- 2011年（平成23年）
  - 3月11日：東日本大震災により、営業を休止。
  - 3月24日：新白河駅 - 須賀川駅間において代行バスの運行を開始。
  - 4月16日：代行バスの運行を終了。
  - 4月17日：黒磯駅 - 安積永盛駅間の運転再開に伴い営業再開。

## 駅構造
島式ホーム1面2線と木造駅舎を有する地上駅である。
郡山駅が管理し、JR東日本東北総合サービスが駅業務を受託する業務委託駅である。みどりの窓口が設置されている。

### のりば
| 番線 | 路線      | 方向 | 行先                     |
| ---- | --------- | ---- | ------------------------ |
| 1    | ■東北本線 | 上り | 新白河・黒磯・宇都宮方面 |
| 2    | ■東北本線 | 下り | 郡山・福島・仙台方面     |

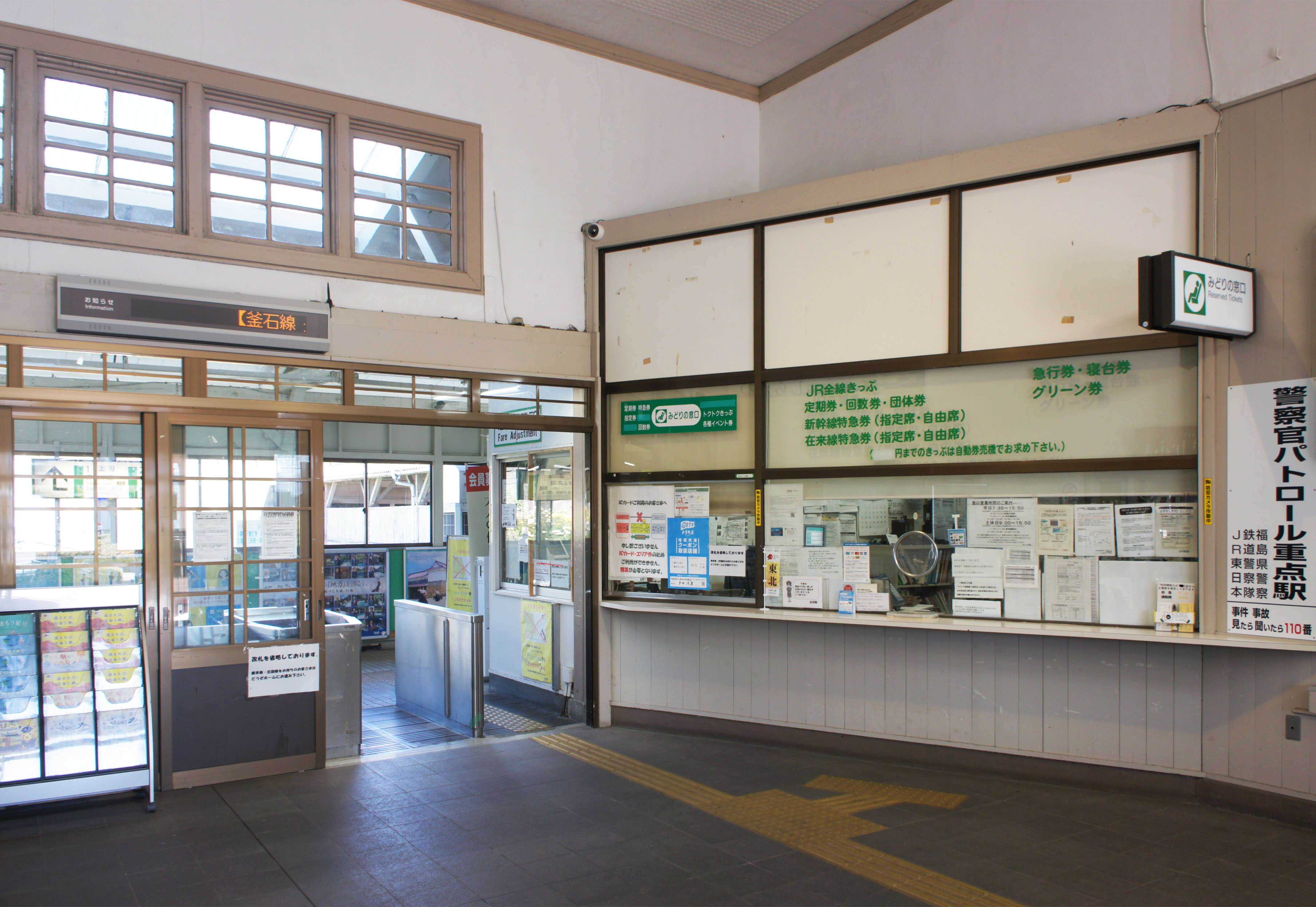
改札口（2021年10月）
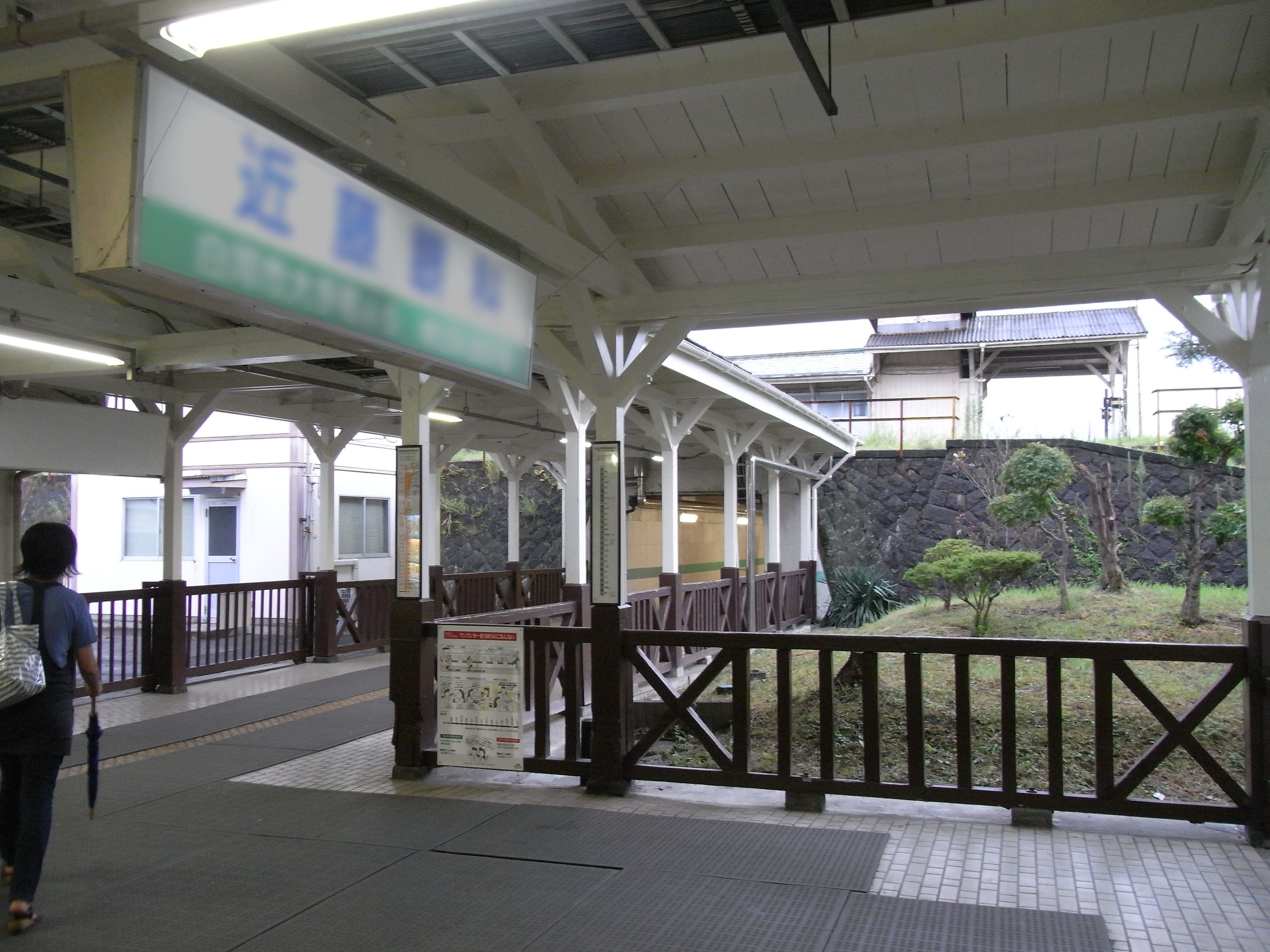
改札口から20m、ホームへの連絡通路。写真奥の築堤はホーム（2010年8月）
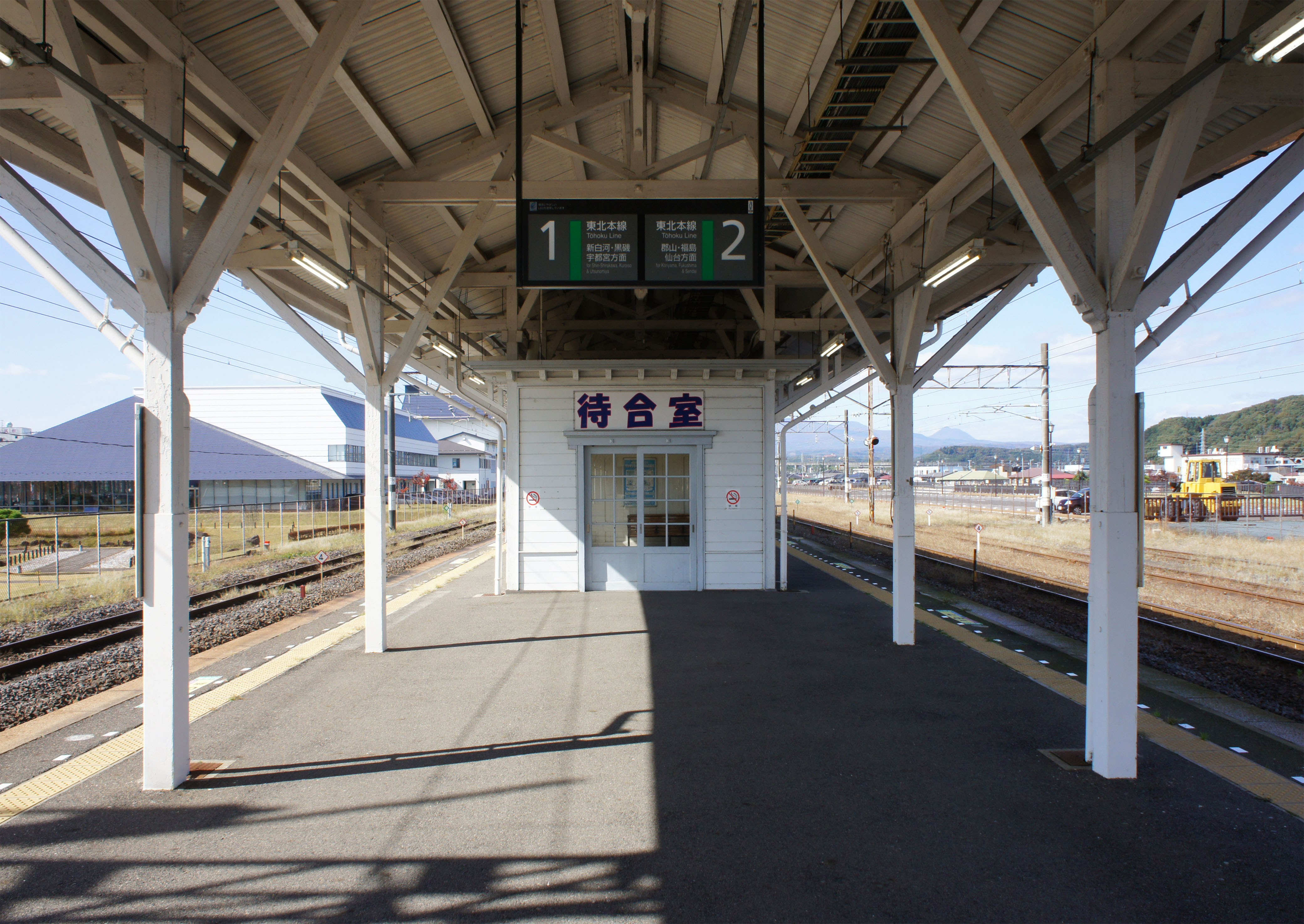
ホーム（2021年10月）
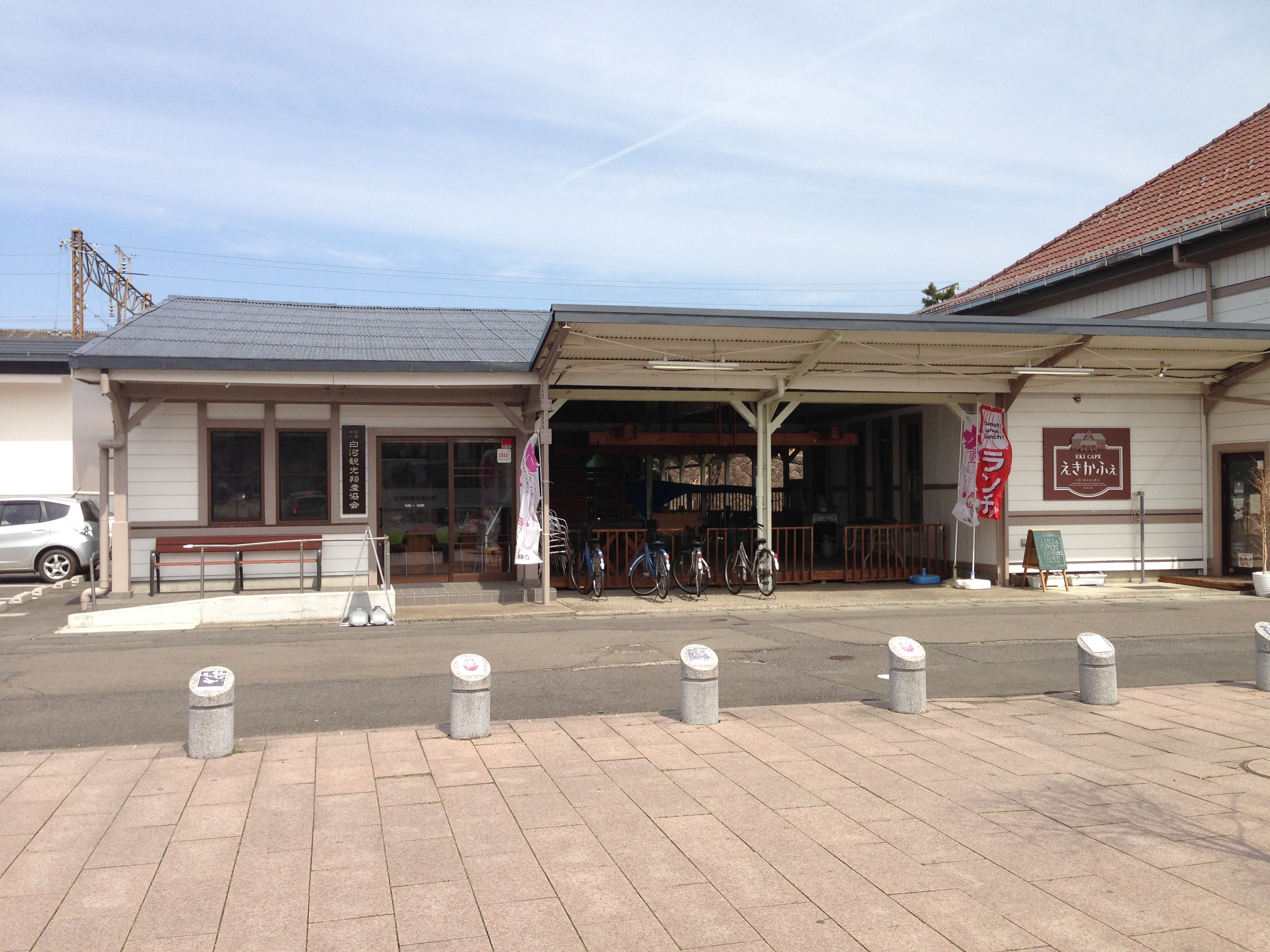
駅舎の「えきかふぇSHIRAKAWA」と観光案内所（2013年3月）

## 利用状況
JR東日本によると、2023年度（令和5年度）の1日平均乗車人員は587人である。
2000年度（平成12年度）以降の推移は以下のとおりである。
| 1日平均乗車人員推移 | 1日平均乗車人員推移 | 1日平均乗車人員推移 | 1日平均乗車人員推移 | 1日平均乗車人員推移 |
| 年度                | 定期外              | 定期                | 合計                | 出典                |
| ------------------- | ------------------- | ------------------- | ------------------- | ------------------- |
| 2000年（平成12年）  |                     |                     | 942                 | [ 利用客数 2 ]      |
| 2001年（平成13年）  |                     |                     | 911                 | [ 利用客数 3 ]      |
| 2002年（平成14年）  |                     |                     | 880                 | [ 利用客数 4 ]      |
| 2003年（平成15年）  |                     |                     | 878                 | [ 利用客数 5 ]      |
| 2004年（平成16年）  |                     |                     | 867                 | [ 利用客数 6 ]      |
| 2005年（平成17年）  |                     |                     | 850                 | [ 利用客数 7 ]      |
| 2006年（平成18年）  |                     |                     | 811                 | [ 利用客数 8 ]      |
| 2007年（平成19年）  |                     |                     | 787                 | [ 利用客数 9 ]      |
| 2008年（平成20年）  |                     |                     | 743                 | [ 利用客数 10 ]     |
| 2009年（平成21年）  |                     |                     | 686                 | [ 利用客数 11 ]     |
| 2010年（平成22年）  |                     |                     | 643                 | [ 利用客数 12 ]     |
| 2011年（平成23年）  |                     |                     | 579                 | [ 利用客数 13 ]     |
| 2012年（平成24年）  | 244                 | 433                 | 677                 | [ 利用客数 14 ]     |
| 2013年（平成25年）  | 253                 | 453                 | 706                 | [ 利用客数 15 ]     |
| 2014年（平成26年）  | 243                 | 435                 | 679                 | [ 利用客数 16 ]     |
| 2015年（平成27年）  | 252                 | 434                 | 687                 | [ 利用客数 17 ]     |
| 2016年（平成28年）  | 244                 | 421                 | 665                 | [ 利用客数 18 ]     |
| 2017年（平成29年）  | 238                 | 389                 | 628                 | [ 利用客数 19 ]     |
| 2018年（平成30年）  | 226                 | 397                 | 624                 | [ 利用客数 20 ]     |
| 2019年（令和元年）  | 210                 | 404                 | 615                 | [ 利用客数 21 ]     |
| 2020年（令和02年）  | 112                 | 327                 | 440                 | [ 利用客数 22 ]     |
| 2021年（令和03年）  | 131                 | 353                 | 485                 | [ 利用客数 23 ]     |
| 2022年（令和04年）  | 162                 | 355                 | 518                 | [ 利用客数 24 ]     |
| 2023年（令和05年）  | 188                 | 398                 | 587                 | [ 利用客数 1 ]      |

## 駅周辺
駅周辺は城下町として栄えた白河市の中心部であり、古い建物が多く残っている。新白河駅周辺と並んで白河ラーメンの店舗が多く立地している。
- 白河警察署駅前交番
- 白河市立図書館
- 城山公園[12]
  - 小峰城跡[1]
  - 白河集古苑
- 福島交通白河営業所
- 白河市役所
- 白河文化交流館コミネス[3]
- 白河郵便局
- 福島地方裁判所白河支部・福島家庭裁判所白河支部・白河簡易裁判所
- 福島地方法務局白河支局
- 阿武隈川
- 国道4号（陸羽街道）
- 国道294号（旧陸羽街道）
- 福島県道11号白河石川線（御斉所街道）
- 福島県道18号白河停車場線
- 福島県道37号白河羽鳥線（白河羽鳥レイクライン）
- ヨークベニマル白河横町店

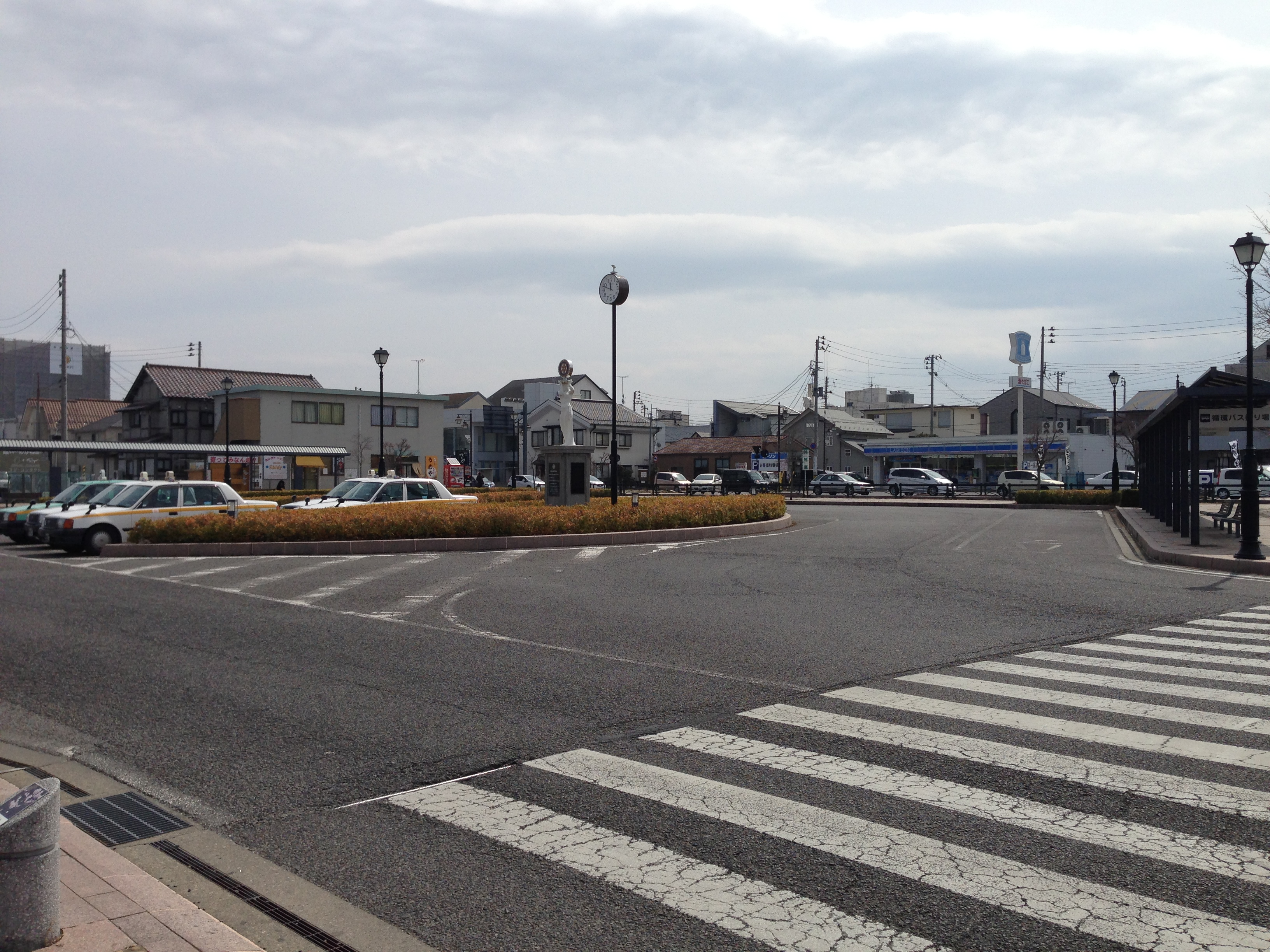
駅前ロータリー（2013年3月）
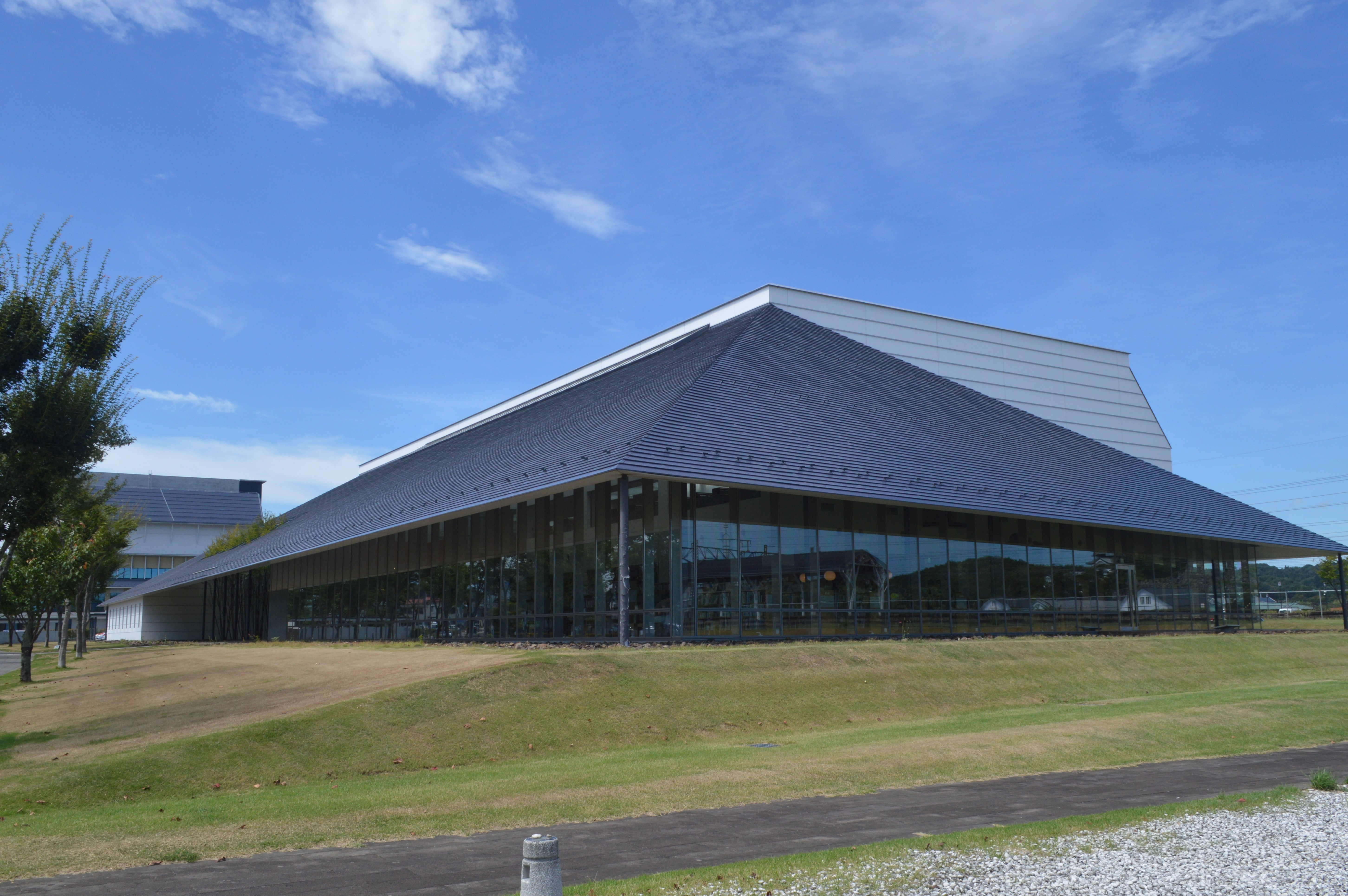
白河市立図書館

## バス路線
| のりば   | 運行事業者             | 系統（路線）・行先 | 備考 |
| 白河駅   | 白河駅                 | 白河駅 | 白河駅 |
| -------- | ---------------------- | --- | --- |
|          | JRバス関東（白河支店） | 白棚線：磐城棚倉駅・祖父岡 | |
| 白河駅前 |                        | | |
| 1        | 白河市循環バス         | - 中循環1コース・中循環2コース - 西循環右回り6コース                                                                                           | すべて平日・土曜に運行。12月29日 - 1月3日、月曜日 - 金曜日が祝日の場合は運休（土曜日と2月11日は運行）。「中循環」はこれらの日に加えて、土曜日の最終便は運休 |
| 1        | 福島交通（白河営業所） | - 7-1：石川 - 13-1：白河の関 - 17-1：大信庁舎前 - 18-1：白河厚生総合病院                                                                       | 「17-1」「18-1」は平日のみ運行 |
| 2        | 白河市循環バス         | - 南循環3コース・南循環4コース - 循環左回り5コース                                                                                             | すべて平日・土曜に運行。12月29日 - 1月3日、月曜日 - 金曜日が祝日の場合は運休（土曜日と2月11日は運行）。「南循環」はこれらの日に加えて、土曜日の最終便は運休 |
| 2        | 福島交通（白河営業所） | - 20-1：白坂 - 22-1：白坂駅 - 25-2：勝負沢 - 28-2：太陽の国・下芝原 - 30-2：川谷 - 31-1：由井ヶ原 - 32-1：新甲子 - 35-1：高助 - 48-1：新白河駅 | 「25-2」「28-2」「30-2」「31-1」「35-1」は平日のみ運行 |

## その他
- 日本国有鉄道（国鉄）時代、管轄の鉄道管理局は仙台・高崎・東京北の順に変わった。かつては、駅本体だけで職員が千人を越え白河機関区をはじめとする主要な設備や施設が併設されていた[1][3]。当駅を始発とする急行列車も設定されていた主要な駅であったが、新幹線開業後は閑散としたローカル駅である[3]。ただし、当駅始発の通勤通学用短距離列車が設定されていることなどにより、駅員は常駐している（駅長は配置していない）[3]。
- 「ステンドグラスのある赤瓦の屋根の大正ロマン漂う駅舎」として、東北の駅百選に選定された。
- 2009年（平成21年）9月19日に、待合室の場所に「えきかふぇSHIRAKAWA」がオープンした[1][3]。このカフェは、国の認定を福島県内で初めて受けた白河市中心市街地活性化基本計画の白河駅舎活用事業である。かつてこのカフェの場所は、伯養軒の構内食堂であった[1]。駅近くには伯養軒白河営業所もあり、駅弁製造を手掛け当駅でも発売していた。定番の幕の内弁当のほか、当地名物のだるまにちなんだ「だるま弁当」などもあった。営業所末期の駅弁は新白河駅のみの発売だった。
- 団体改札とされる改札口は、かつての白棚高速線専用乗継改札口の跡である。鉄道代替路線であることから、普通のバス路線とは別格扱いだった。
- 駅周辺にあった宝酒造白河工場は2003年（平成15年）に廃止され更地になっていたが[18]、東日本大震災後は福島第一原子力発電所事故により、双葉郡双葉町から避難した町民の敦内応急仮設住宅団地となっている。
- 2020年（令和2年）11月から放送開始されたダイハツ・ムーヴキャンバスのテレビCM「COLORING LIFE 駅」篇では、当駅がロケ地として使用された[19]。

## 隣の駅
東日本旅客鉄道（JR東日本）
■東北本線
新白河駅 - 白河駅 - 久田野駅

### かつて存在した路線
運輸通信省
白棚線
磐城棚倉駅 - 登町駅

### 記事本文